# Єппе Кофод
Єппе Кофод (14 березня 1974 , Копенгаген ) — данський політик, соціал-демократ, Міністр закордонних справ Данії з 27 червня 2019 до 15 грудня 2022 року.
З 1998 року є депутатом данського парламенту, Folketing. Також він був депутатом Європарламенту з 2014 року. Там він був заступником голови Делегації зі зв'язків зі Сполученими Штатами та членом Комітету з питань промисловості, досліджень та енергетики. У 2019 році він був переобраний до Європарламенту, але не зміг використати свій мандат, оскільки раніше був призначений міністром закордонних справ Данії.

## Освіта
2006—2007 — навчався у Школі державного управління ім. Кеннеді Гарвардського університету, отримав ступінь магістра державного управління.

## Політична кар'єра

### Член данського парламенту, 1998—2014
Єппе Кофод був членом данського парламенту, Фолькетинг, вперше обраний після загальних виборів у Данії 1998 року від виборчого округу Борнхольм. Під час свого перебування у данському парламенті він був головою Комітету із закордонних справ.
У 2008 році Кофод пішов з посади офіційного представника соціал-демократів із зовнішньої політики після того, як було виявлено, що він займався сексом із 15-річним членом молодіжного крила політичної партії. Кофоду тоді було 34 роки. Вік згоди у Данії — 15 років. На той час він прокоментував, що продемонстрував «недолік судження» у «морально недоречних відносинах». Інцидент стався на афтепаті під час заходу Соціал-демократичної молоді Данії 21 березня 2008 року в Університеті Південної Данії.

### Член Європейського парламенту, 2014—2019
Кофод був головою данської делегації соціалістів і демократів та віце-президентом Прогресивного альянсу соціалістів та демократів у Європейському парламенті. Відбувши свій перший термін, його було обрано до Європейського парламенту на виборах до Європейського парламенту 2014 року, набравши загалом 170 739 особистих голосів. Він був переобраний у 2019 році.

### Міністр закордонних справ з 2019

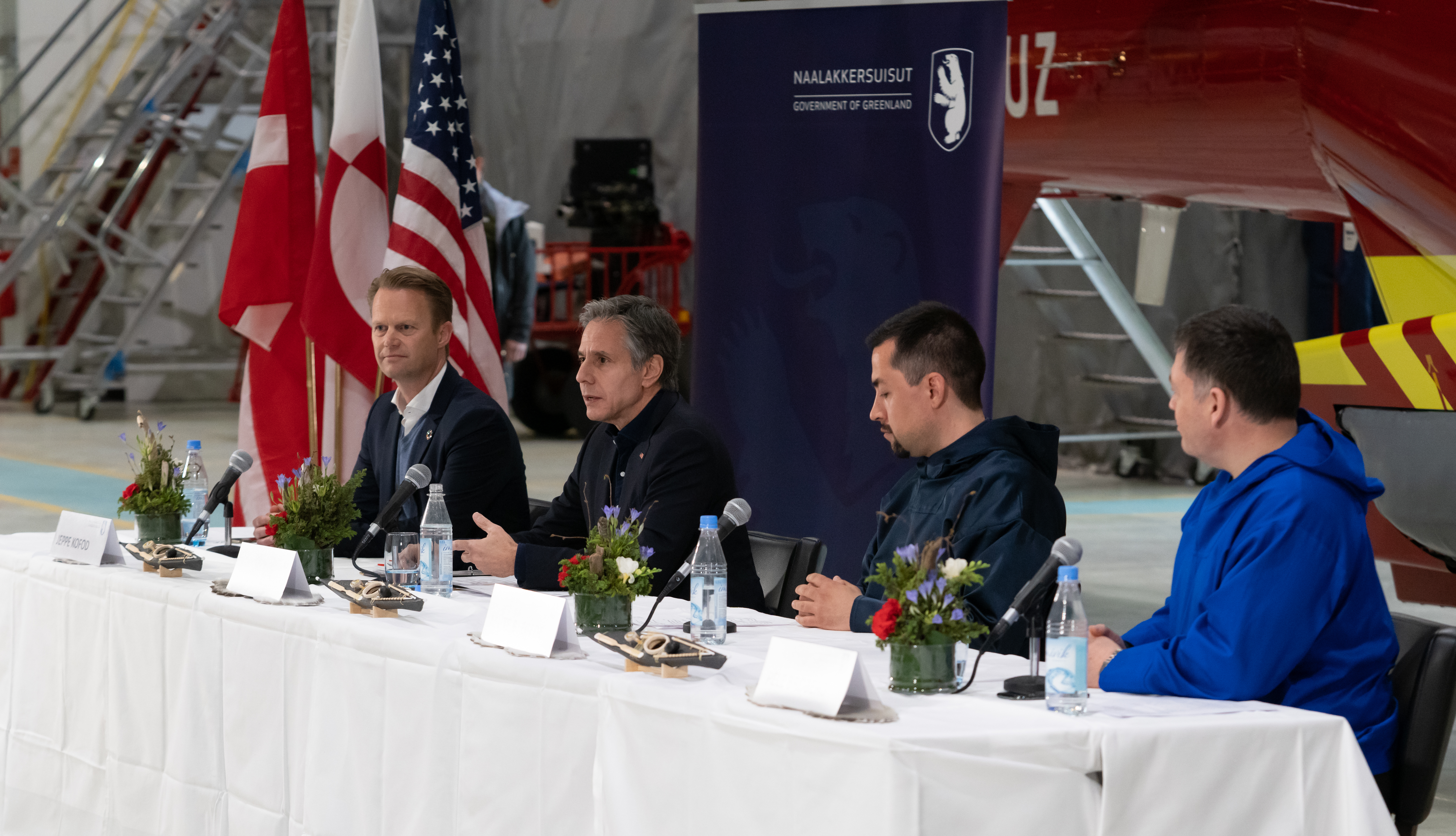
Кофод (крайній зліва) на зустрічі (зліва направо) з держсекретарем США Ентоні Блінкеном, прем'єр-міністром Гренландії Муте Буруп Егеде та міністром закордонних справ Гренландії Пеле Бробергом у Кангерлуссуаку, Гренландія, 2021 р.

27 червня 2019 року Кофод був призначений міністром закордонних справ у уряді Фредеріксен.
На початку свого перебування на посаді Кофод і Фредеріксен зіткнулися з дипломатичним інцидентом, коли президент США Дональд Трамп підтвердив свою зацікавленість у покупці Гренландії у Данії; Тоді Кофод сказав, що острів не можна купити «за долари, юані чи рублі». Пізніше він схвалив створення консульства США у столиці Гренландії Нууке, що було широко сприйнято як частину ширшого кроку США щодо розширення своєї дипломатичної та комерційної присутності в Гренландії та Арктиці. У 2020 році він привітав пакет економічної допомоги на $12,1 млн від уряду США для Гренландії.

## Кофод та Україна
Після бучанської різанини у квітні 2022 року Кофод вислав 15 російських дипломатів та співробітників посольства з Копенгагена, приєднавшись до інших країн Європейського Союзу у відповідь на військові злочини російських військ в Україні.
Як міністр закордонних справ відвідав Україну тричі під час вторгнення Росії в Україну. Перший раз разом з прем'єр-міністром Данії Метте Фредеріксен 21 квітня. Другий раз відвідав Україну 2 травня, вже окремо.
1 вересня 2022 Кофод як Глава МЗС Данії відвідав Київ у третій раз, метою візиту було вказано підтримку України.

## Скандали

### Секс-скандал із неповнолітньою
На Великдень 2008 року тодішній 34-річний Єппе Кофод з'явився у ЗМІ, бо з'ясувалося, що ввечері після лекції для Соціал-демократичної молоді Данії він займався сексом із 15-річною дівчиною з ДСУ. Пізніше повідомлялося, що вони не використовували презерватив, і що дівчині довелося прийняти таблетку наступного ранку. Цей епізод привів, серед іншого, до того, що Кофод пішов у відставку зі своїх постів у комітеті та з посади офіційного представника соціал-демократів із закордонних справ. Голова DSU Джейкоб Бьєррегаард заявив, що Кофод порушив правила DSU і що йому більше не раді в DSU.
У 2020 році на Кофода звернувся до поліції за звинуваченням у зґвалтуванні активіст Ларс Краг Андерсен. Після доповіді поліція провела юридичну оцінку справи, щоб визначити, чи є підстави нового розслідування справи 12-річної давності.

## Нагороди

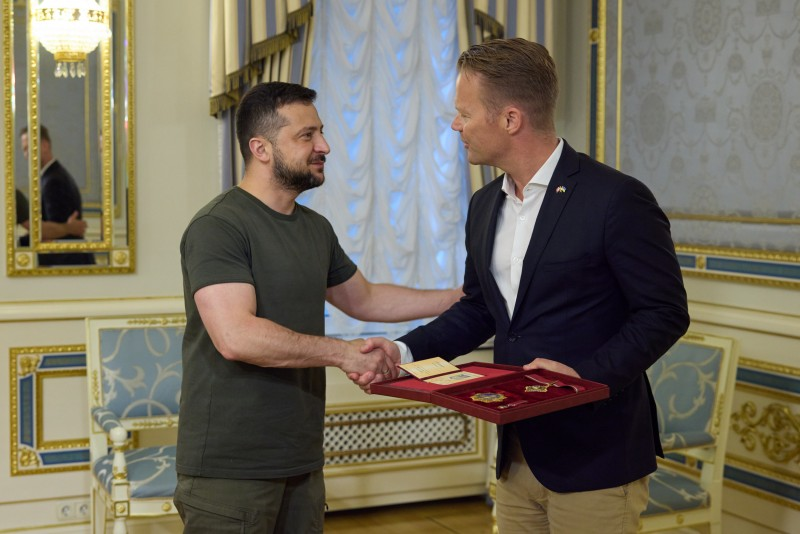
Президент України Володимир Зеленський вручив Єппе Кофоду орден «За заслуги» І ступеня, 1 вересня 2022 рік

- Орден «За заслуги» І ступеня (Україна, 23 серпня 2022) — за значні особисті заслуги у зміцненні міждержавного співробітництва, підтримку державного суверенітету та територіальної цілісності України, вагомий внесок у популяризацію Української держави у світі.[7]